# 自衛隊情報保全隊
自衛隊情報保全隊（じえいたいじょうほうほぜんたい、英語：JSDF Intelligence Security Command:JISC）は、陸上自衛隊市ヶ谷駐屯地に本部を置く陸、海、空自衛隊共同の（防諜）部隊である。

## 概要
自衛隊法第21条の2「共同の部隊」および自衛隊法施行令第30条の16に設置根拠を有する。防衛省における情報保全能力強化を目的とし、2003年（平成15年）3月に陸上・海上・航空自衛隊に編成された「情報保全隊」を、防衛大臣直轄の部隊に統合再編した。自衛隊指揮通信システム隊（現・自衛隊サイバー防衛隊）に続く第2の常設統合部隊である。

## 設立経緯
防衛庁における情報保全能力の強化を目的に設立された情報保全隊であったが、わずか1年後の2004年（平成16年）以降各自衛隊においてファイル共有ソフトを介した情報漏洩事案が多発。国内外から防諜体制の不備を指摘されてきた。その後、2006年（平成18年）3月の統合幕僚監部発足（統合運用体制移行）に伴い、庁としての防諜体制を強化するため陸海空の情報保全隊を統合し長官直轄の機関として運用する構想が浮上した。
当時の名称は「情報保全本部」といい、防諜担当の『調査第1部』（統合幕僚長監督下）、基地警備および隊員の適格性（秘密を取扱う隊員としてふさわしい者かどうか）を調査すること（かつては身上調査と呼ばれていた）についての情報収集担当の『調査第2部』（各自衛隊の幕僚長監督下）を設置し、本部隷下に全国5つの「地方方面隊」を設置し、また防衛相の下に防衛事務次官を委員長として各幕僚長等で構成される「防諜委員会」を設置する構想であった。これにより防衛省の情報体系の一元化を行い、この情報保全本部と情報本部の協働により、防衛庁全体の情報収集（諜報）および保全（防諜）能力を強化するという目的があった。
他方、隊員の適格性についての調査を任務とする『調査第2部』の調査対象は、隊員のみならず家族の思想信条等も含まれている。これは防諜活動の一環であるが、一部制服組からの反発の声が根強く、特に外国籍の配偶者に関する隊員の個人情報については各自衛隊とも“把握済み”と主張しており、情報保全本部への情報提供については、どちらかといえば否定的である。
なお、外国籍の配偶者に関する個人情報を情報保全本部が収集することについては、その配偶者が外国の諜報員だという可能性もある事例も想定されるためであり、いわゆるハニートラップ対策としての性格も含まれているとされる（近年、日本の情報コミュニティにおいては、この種の事案に対する対策が強化される方向にある）。直接の要因は海上自衛隊における特別防衛秘密流出事件でアメリカから防諜体制の不備が懸念され、航空自衛隊のF-X選定や、ミサイル防衛の中核を担う海上自衛隊のイージス艦のアップデートに支障が出た事が大きいとされる。
紆余曲折を経て、防衛省は陸海空自衛隊の情報保全隊を防衛大臣直轄の常設統合部隊として新設することを2008年（平成20年）度予算編成で認められたが、当該年度中には実施されなかった。また、名称は情報保全本部から自衛隊情報保全隊（自衛隊指揮通信システム隊と同列の部隊）に改められた。第171回国会閉会の2009年（平成21年）7月21日付で同隊の設置を含む自衛隊法施行令が改正され、8月1日付で統合幕僚長から隊旗授与、編成を完結した。隊司令には将補が、中央および地方部隊の長には1佐が充てられている。なお、派遣隊等内部組織の詳細については公表されていない。また、情報保全本部構想時の「防諜委員会」は同日、統合幕僚監部運用部運用第1課内に「カウンターインテリジェンス室」として設置された。

## 部隊編成

### 自衛隊情報保全隊本部
- 情報保全隊司令（原則として防衛駐在官の経験を有する陸将補）[2]
  - 情報保全官（陸海空の1佐各1名、3名のうちの最先任者が副司令[3]を兼務）
- 総務課
- 運用課（運用、教育訓練、研究）
- 情報保全課（情報収集、外部機関等との連絡調整）
- 保管課（資料・情報の保管、システムの維持管理と研究）
- 第1情報保全室（統合幕僚監部および陸上自衛隊担当）
- 第2情報保全室（海上自衛隊担当）
- 第3情報保全室（航空自衛隊担当）

### 中央情報保全隊
陸上自衛隊情報保全隊本部付情報保全隊、海上自衛隊情報保全隊本部、航空自衛隊東京地方情報保全隊を統合再編。隊長は1等空佐（固定）。

### 地方情報保全隊および情報保全派遣隊
本部は陸自各方面総監部所在駐屯地に所在。隊長は1等陸佐（二）。防衛大臣の承認を得て、情報保全派遣隊を部隊等又は施設等機関等の所在地に配置。
| 部隊名         | 本部所在地   | 担当区域                     |
| 中央情報保全隊 | 市ヶ谷駐屯地 | 市ヶ谷地区                   |
| 北部情報保全隊 | 札幌駐屯地   | 北海道                       |
| 東北情報保全隊 | 仙台駐屯地   | 東北                         |
| 東部情報保全隊 | 朝霞駐屯地   | 関東・甲信越                 |
| 中部情報保全隊 | 伊丹駐屯地   | 東海・北陸・近畿・中国・四国 |
| 西部情報保全隊 | 健軍駐屯地   | 九州・沖縄                   |

## 主要幹部
| 官職名               | 階級    | 氏名       | 補職発令日     | 前職                                             |
| -------------------- | ------- | ---------- | -------------- | ------------------------------------------------ |
| 自衛隊情報保全隊司令 | 陸将補  | 平澤達也   | 2025年03月24日 | 陸上自衛隊富士学校副校長 兼 諸職種協同センター長 |
| 情報保全官 兼 副司令 | 1等陸佐 | 野邊格義   | 2024年08月01日 | 西部方面総監部情報部長                           |
| 情報保全官           | 1等海佐 | 黒田全彦   | 2024年08月01日 | 阪神基地隊司令                                   |
| 情報保全官           | 1等空佐 | 朝倉勝彦   | 2023年11月19日 | 西部航空警戒管制団副司令                         |
| 中央情報保全隊長     | 1等空佐 | 川島竜之介 | 2024年02月28日 | 航空幕僚監部運用支援・情報部情報課 情報保全室長  |
| 北部情報保全隊長     | 1等陸佐 | 浜口剛     | 2024年08月01日 | 北部方面会計隊長                                 |
| 東北情報保全隊長     | 1等陸佐 | 坂本浩紀   | 2024年03月18日 | 陸上自衛隊施設学校教育部長                       |
| 東部情報保全隊長     | 1等陸佐 | 植田英裕   | 2023年08月01日 | 情報本部勤務                                     |
| 中部情報保全隊長     | 1等陸佐 | 平田浩二   | 2024年08月01日 | 第15旅団司令部幕僚長                             |
| 西部情報保全隊長     | 1等陸佐 | 高橋洋二   | 2024年03月18日 | 西部方面特科隊副隊長                             |

| 代 | 氏名       | 在職期間                        | 出身校・期          | 前職                                             | 後職                               |
| -- | ---------- | ------------------------------- | ------------------- | ------------------------------------------------ | ---------------------------------- |
| 01 | 高山治彦   | 2009年08月01日 - 2010年03月28日 | 防大20期            | 陸上自衛隊情報保全隊長                           | 退職                               |
| 02 | 友部薫     | 2010年03月29日 - 2011年04月26日 | 防大23期            | 東部方面総監部幕僚副長                           | 第15旅団長                         |
| 03 | 富樫勝行   | 2011年04月27日 - 2012年07月25日 | 生徒20期・ 防大25期 | 東部方面総監部幕僚副長                           | 第12旅団長                         |
| 04 | 立花尊顯   | 2012年07月26日 - 2014年03月27日 | 防大26期            | 東北方面総監部幕僚副長                           | 退職                               |
| 05 | 渡邊金三   | 2014年03月28日 - 2016年03月22日 | 防大26期            | 西部方面特科隊長 兼 湯布院駐屯地司令 （1等陸佐） | 退職                               |
| 06 | 青木義昌   | 2016年03月23日 - 2018年03月26日 | 防大30期            | 陸上自衛隊小平学校副校長                         | 陸上自衛隊情報学校長               |
| 07 | 佐々木俊哉 | 2018年03月27日 - 2020年08月24日 | 防大32期            | 情報本部計画部長 （1等陸佐）                     | 退職                               |
| 08 | 實藤聖     | 2020年08月25日 - 2021年12月21日 | 防大35期            | 情報本部計画部長 （1等陸佐）                     | 陸上自衛隊情報学校長               |
| 09 | 深草貴信   | 2021年12月22日 - 2023年03月29日 | 防大37期            | 自衛隊福岡地方協力本部長 （1等陸佐）             | 自衛隊大阪地方協力本部長           |
| 10 | 神園雄一   | 2023年03月30日 - 2025年03月23日 | 防大39期            | 北部方面総監部幕僚副長                           | 陸上自衛隊教育訓練研究本部教育部長 |
| 11 | 平澤達也   | 2025年03月24日 -                | 防大35期            | 陸上自衛隊富士学校副校長 兼 諸職種協同センター長 |                                    |

## 活動監視問題
田母神俊雄や佐藤正久の講演会に現職自衛隊員が参加していたかどうかを調査するため、当該講演会に保全隊員が潜入し監視を行ったことや、「隊友会」など自衛隊OBらが多数出席する新年会（賀詞交換会）において、自由民主党総裁の谷垣禎一が出席時間を遅らせるよう要請された上祝辞を後回しにされるように保全隊が関与したことが判明。これら一連の行為は民主党政権下の2010年（平成22年）11月に発出された事務次官通達以降に行われたため、自由民主党と公明党は、民主党政権による言論統制および思想の自由侵害にあたるとして、防衛大臣・北澤俊美の問責を含め、第177回国会において徹底追及する構えを見せた。
当時の「陸上自衛隊情報保全隊」が様々な市民活動を監視していた問題についても差し止め訴訟に発展している。